# Анджело Шетка
Анджело Шетка (хорв. Anđelo Šetka, нар. 14 вересня 1985, Спліт, Хорватія) — хорватський ватерполіст, срібний призер Олімпійських ігор 2016 року, чемпіон світу.

## Виступи на Олімпіадах
| Олімпіада           | Дисципліна | Місце |
| ------------------- | ---------- | ----- |
| Ріо-де-Жанейро 2016 | водне поло | 2     |